# Christiane Filangieri
Christiane Filangieri di Candida Gonzaga (Würzburg, 21 agosto 1978) è un'attrice ed ex modella italiana.

## Biografia

### La nascita e gli inizi
Di antiche origini nobiliari (i Filangieri di Candida Gonzaga, conti napoletani
discendenti dai normanni), è nata in Germania. Suo padre, Antonio, è stato un esploratore e filantropo che ha raccolto nel palazzo di famiglia, a San Potito Sannitico, diversi oggetti degli indios dell'Amazzonia e del Mato Grosso. È stato anche un abile assertore della costituzione del Parco nazionale del Matese. Sua madre, Elisabeth Felkel, boema nata a Praga nel 1938, città che dovette abbandonare con la famiglia durante la seconda guerra mondiale, è un'apprezzata pittrice di icone russe. Sua sorella, Yvonne Carolina, ha vissuto da bambina a lungo in Brasile. Ha lavorato per un breve periodo come accompagnatrice turistica e poi come modella.
La sua carriera d'attrice inizia dopo la partecipazione al concorso di Miss Italia 1997, dove si classifica terza.
Nel 1998 conduce un programma di moda sull'emittente via cavo Stream TV.
Nel 1999 esordisce nel cinema con il film Non lo sappiamo ancora, in cui interpreta il ruolo di Marina e, sempre nello stesso anno, è la testimonial della compagnia telefonica TIM, comparendo oltre che sul materiale pubblicitario anche in diversi spot legati tra loro da una sorta di storia in evoluzione.

### Gli anni 2000
Successivamente recita in varie fiction, tra le quali La squadra (2000), Una donna per amico 3 (2001), Ma il portiere non c'è mai?, Cuori rubati, e Perlasca - Un eroe italiano (2002), Amanti e segreti (2004) e Amanti e segreti 2 (2005).
Nel 2006 interpreta il ruolo di Lorenza Petrai ne I colori della gioventù, regia di Gianluigi Calderone; nel 2007 è protagonista della miniserie tv in onda su Rai 1, Eravamo solo mille, diretta da Stefano Reali, in cui interpreta il ruolo di Isabella.
Sempre nello stesso anno gira la serie Ho sposato uno sbirro, con la regia di Carmine Elia, in cui è protagonista insieme a Flavio Insinna, con la partecipazione di Giovanna Ralli, Barbara Bouchet e Luisa Corna. Nell'autunno 2008 è tra i protagonisti della serie Crimini bianchi.

### Gli anni 2010
Nel 2010 gira nuovamente la serie Ho sposato uno sbirro 2. Nel 2011 è la professoressa Strada ne I liceali 3 e nel 2012 interpreta il ruolo di Giuseppina Guarino ne Il generale dei briganti.
Nel 2014 è Sofia ne I Cesaroni 6, mentre nel 2015 e nel 2017 è tra gli interpreti principali delle due stagioni della fiction Il paradiso delle signore.
Dal 2021 interpreta Irene Pironti nella fiction di Rai1 Mina Settembre e Floriana, ex moglie del protagonista della prima stagione di Un professore con Alessandro Gassman.

### Vita privata
Dal settembre 2010 Christiane Filangieri è sposata con il costruttore romano Luca Parnasi. Nell'aprile 2012 la coppia ha avuto un figlio, Alessandro.

## Filmografia

### Cinema
- Non lo sappiamo ancora, regia di Stefano Bambini, Lino D'Angiò e Alan De Luca (1999)
- La terra e il vento, regia di Sebastian Maulucci (2013)
- Lacrime delle Dolomiti di Sesto, regia di Hubert Schönegger (2014)
- Caccia al tesoro, regia di Carlo Vanzina (2017)
- Nessuno come noi, regia di Volfango De Biasi (2018)

### Televisione
- La squadra – serie TV, prima stagione (2000)
- Cuori rubati – soap opera (2002-2003)
- Perlasca - Un eroe italiano, regia di Alberto Negrin – miniserie TV (2002)
- Ma il portiere non c'è mai?, regia di Carlo Corbucci, Rossano Mancin e Pipolo – miniserie TV (2002)
- Stiamo bene insieme – serie TV, episodi 1x02 e 1x03 (2002)
- Le ragazze di Miss Italia, regia di Dino Risi – film TV (2002)
- Amanti e segreti – serie TV, episodi 1x01 e 1x02 (2004)
- Sospetti – serie TV, terza stagione (2005)
- I colori della gioventù, regia di Gianluigi Calderone – film TV (2006)
- Eravamo solo mille, regia di Stefano Reali – miniserie TV (2007)
- Ho sposato uno sbirro – serie TV (2008-2010)
- Crimini bianchi – serie TV, episodio 7 (2009)
- Sissi, regia di Xaver Schwarzenberger – miniserie TV (2009)
- Crimini – serie TV, episodio 2x07 (2010)
- I liceali – serie TV, terza stagione (2011)
- Il generale dei briganti, regia di Paolo Poeti – miniserie TV (2012)
- Piccola Lady, regia di Gernot Roll – film TV (2012)
- Gli anni spezzati, regia di Graziano Diana – miniserie TV, episodi 5 e 6 (2014)
- I Cesaroni – serie TV, sesta stagione (2014)
- Il paradiso delle signore – serie TV, prima e seconda stagione (2015-2017)
- La strada di casa – serie TV (2017-2019)
- Don Matteo – serie TV, episodio 12x02 (2020)
- Mina Settembre – serie TV (2021-in produzione)
- Il commissario Ricciardi – serie TV, episodio 1x04 (2021)
- Un professore – serie TV, 15 episodi (2021-in corso)

### Programmi
- Miss Italia - concorso di bellezza, 3ª classificata della 58ª edizione (1997)
- Meraviglie - La penisola dei tesori - programma TV documentaristico (2018-2019) [5]

### Cortometraggi
- La penna di Hemingway, regia di Renzo Carbonera (2011)
- Mr.Food & Mrs.Wine, regia di Antonio Silvestre (2017)